# Maria Arndts
Maria Arndts, geborene Maria Vespermann, verheiratete Maria Görres, (* 5. April 1823 in München; † 23. Mai 1882 ebenda) war eine deutsche Schriftstellerin. Sie schrieb auch unter dem Pseudonym Carl Pauss.

## Leben
Maria Arndts wurde als Tochter des Hofschauspielers Wilhelm Vespermann und der berühmten Sängerin Clara Metzger-Vespermann in München geboren. Bereits im Kindesalter zeigte sich ein großes musikalisches Talent, sodass Maria Arndts im Alter von zwölf Jahren öffentlich in Konzerten auftrat. Sie schrieb zudem Gelegenheitsgedichte und Dramen, die zunächst nur im Familienkreis verbreitet wurden.
Maria Arndts heiratete 1844 den Schriftsteller Guido Görres, mit dem sie drei Töchter hatte. Görres verstarb bereits 1852. Im Jahr 1860 verheiratete sie sich ein zweites Mal mit Carl Ludwig Arndts in Wien, dem Witwer ihrer guten Freundin Bertha Arndts. Carl Ludwig Arndts, der für sein Lebenswerk 1871 geadelt wurde, starb 1878. Maria Arndts lebte als Witwe bis zu ihrem Tod in München. 
Maria Arndts schrieb Novellen und Dramen und mit Mozart als Ehestifter sogar ein Lustspiel. Sie war auch als Komponistin (u. a. ein Liederzyklus aus Friedrich Wilhelm Webers Epos Dreizehnlinden) und Malerin tätig.

## Werke
- Die Schule Murillos. Dramen für das christliche Haus 1. Drei Bilder aus Raphael's Jugendleben. Satori, Wien 1864. (Digitalisat)
- Ein Passionsspiel in 5 Bildern. Dramen für das christliche Haus 2. Satori, Wien 1864. (Digitalisat)
- Mozart als Ehestifter. Lustspiel in drei Acten. Satori, Wien 1869.
- Ostern in 5 Bildern. Dramen für das christliche Haus 3. Satori, Wien 1869. (Digitalisat)
- Der Juhschreih auf der Halseralm. Novelle aus dem bayerischen Gebirgslande von Maria von Arndts. Zum Besten armer Kurgäste von Bad Kreuth. Zahn, Dresden 1875. (Digitalisat)
- Il Palio. Malernovelle. Schöningh, Paderborn 1881. (Digitalisat)
- Dreizehnlinden-Festspiel. Deklamationen und Lieder zu der Dreizehnlinden-Aufführung. Festspiel in sieben Bildern. Hoffmann & van Acken, Crefeld 1893.